# Pterastericola rottnestensis
Pterastericola rottnestensis — вид війчастих плоских червів родини Pterastericolidae. Вид відомий лише навколо острова Роттнест біля узбережжя Західної Австралії. Хробак паразитує у порожнинах морської зірки Astropecten preissi.